# 암젠
암젠(Amgen, 이전 사명: Applied Molecular Genetics Inc.)은 캘리포니아주 사우전드오크스에 본사를 둔 미국의 다국적 생체의약품 코퍼레이션이다. 세계 최대의 독립 생명공학기술 기업들 중 하나인 암젠은 1980년 캘리포니아주 사우전드오크스에 설립되었다. 2017년 기준으로 직원 수는 5,125명으로 전체 도시 직원 수 중 7.5%를 차지하며 여기에는 수백 명의 과학자가 포함되어 벤투라군의 최대 고용주로 간주된다. 분자생물학과 생화학에 집중하고 있다.